# Daimiel (kommunhuvudort)
Daimiel är en kommunhuvudort i Spanien.   Den ligger i provinsen Provincia de Ciudad Real och regionen Kastilien-La Mancha, i den centrala delen av landet, 150 km söder om huvudstaden Madrid. Daimiel ligger 624 meter över havet och antalet invånare är 18 527.
Terrängen runt Daimiel är mycket platt. Runt Daimiel är det ganska glesbefolkat, med 38 invånare per kvadratkilometer. Daimiel är det största samhället i trakten. Trakten runt Daimiel består till största delen av jordbruksmark.